# دار قاعة (حارة)
دار قاعة هي إحدى حارات حي ظلمة العليا بمدينة ظلمة أحد مدن محافظة إب، بلغ تعداد سكانها 434 نسمة حسب تعداد اليمن لعام 2004.